# Парамонов Олексій Олександрович
Олексій Олександрович Парамонов (рос. Алексей Александрович Парамонов; нар. 21 лютого 1925, Боровськ, Малоярославецький повіт, Калузька губернія, РРФСР — пом. 24 серпня 2018, Москва, Росія) — радянський футболіст (універсал) та хокеїст з м'ячем (захисник).
Заслужений майстер спорту СРСР (1953), заслужений тренер РРФСР (1980), заслужений працівник фізичної культури Української РСР (1985), академік Академії проблем безпеки оборони й правопорядку (2006).

## Життєпис
Народився в місті Боровськ Московської (нині Калузької) області в багатодітній родині. У 1927 році сім'я переїжджає до Москви.
Спортивну долю Олексія в значній мірі визначила вчителька фізкультури 430-ї школи м Москви, угледівши в ньому неабиякі фізичні та спортивні задатки. Напередодні Німецько-радянської війни 1941-1945 років повинен був відбутися його дебют в столичній команді «Старт», але свято футболу співпало з днем початку війни — 22 червня 1941 року.
У роки війни працював на заводі деревообробних верстатів, який випускав міномети, і на заводі № 706 Міністерства морського флоту, де пропрацював до кінця війни, досягнувши найвищого шостого розряду слюсаря-лекальника.
Футбольна кар'єра розпочалася в команді «Будівельник», але незабаром за рекомендацією викладача Малаховського обласного технікуму фізичної культури, в який він вступив 1945 року, Г. І. Мезінова, родичкою по дружині з Анатолієм Володимировичем Тарасовим, відомим футбольним, а в подальшому хокейним тренером, запрошений в футбольну команду ВПС (Військово-повітряних Сил). У цей період команду опікав генерал В. І. Сталін. Але незабаром через конфлікт з останнім, А. В. Тарасов, а разом з ним й Олексій покинули команду. Олексій Олександрович вважає А. В. Тарасова своїм першим тренером.
За рекомендацією Миколи Озерова був прийнятий в «Спартак», в якому грав з 15 вересня 1947 року й до 1960 року. У цей період одночасно навчався в Московському педагогічному інституті імені Н. К. Крупської, який закінчив у травні 1960 року за фахом викладача фізичного виховання.
З 1 червня 1960 року працював на різних посадах в Управлінні футболу, в подальшому Федерації футболу, куди запрошений Андрієм Петровичем Старостіним. Згодом — голова Комітету ветеранів РФС.
Парамонов та його дружина Юлія Василівна жили в шлюбі з 1950 року, мали дочку. Обидва володіли французькою мовою. У 2016 році Юлія Парамонова померла.
Парамонов помер 24 серпня 2018 року на 94-му році життя. Похований 27 серпня 2018 року поряд з дружиною на Ваганьковському кладовищі.

## Суспільна діяльність
- Відповідальний секретар Федерації футболу (1981-1991).
- Член комітету УЄФА з проведення єврокубків (1983-1990).
- Член комітету УЄФА з футзалу (1991-1994).
- Відповідальний секретар Ради президентів федерацій футболу країн СНД (1993-2002).
- Заступник голови Комітету ветеранів РФС з 1992 року, голова — з 1996 року.
- Радник Президента РФС (1997-2005).

## Досягнення
Командні

### Як гравець
«Спартак»
- Чемпіонат СРСР
  -  Чемпіон (4): 1952, 1953, 1956, 1958
  -  Срібний призер (2): 1954, 1955
  -  Бронзовий призер (2): 1948, 1949, 1957

- Кубок СРСР
  -  Володар (2): 1950, 1958
  -  Фіналіст (2): 1952, 1957

«Спартак» (Хокейний клуб)
- Чемпіонат СРСР
  -  Бронзовий призер (2): 1950, 1951

збірна СРСР
- Олімпійські ігри
  -  Чемпіон (1): 1956

збірна Москви
- Спартакіада народів СРСР
  -  Чемпіон (1): 1956

### Як тренера
«Етуаль дю Сахель»
- Туніська професійна ліга 1
  -  Чемпіон (1): 1965/66

- Кубок Тунісу
  -  Фіналіст (1): 1967

Особисті
- У чемпіонатах СРСР з футболу провів 318 матчів, забив 65 м'ячів.
- У збірній СРСР (1952-1957) зіграв 13 офіційних матчів.
- У списку «33-х кращих» 1954 (№ 3), 1956 (№ 1).
- У чемпіонатах СРСР з хокею з м'ячем провів 20 матчів.

## Нагороди

### Державні
- Орден «За заслуги перед Вітчизною» IV ступеня (6 грудня 1999 року) — за видатний внесок у розвиток фізичної культури і спорту[2]
- Орден Пошани (18 травня 2005) — за великий внесок у розвиток фізичної культури і спорту[3]
- Орден Дружби (19 квітня 1995) — за заслуги в розвитку фізичної культури і спорту та великий особистий внесок у відродження та становлення спортивного товариства «Спартак»[4]
- Орден «Знак Пошани» (1957)
- Медаль «За доблесну працю у Великій Вітчизняній війні 1941—1945 рр.»
- Медаль «Ветеран праці» (1985)
- Ювілейна медаль «60 років Перемоги у Великій Вітчизняній війні 1941—1945 рр.» (2005)
- Почесний громадянин Боровська (рішення міської Думи муніципального утворення Міське поселення «Місто Боровськ» від 23 липня 2008 року № 40).

### Спортивні
- Кавалер Олімпійського ордена МОК 2001 року
- Кавалер Діамантового ордену УЄФА «За заслуги» 2001 року
- Орден «Спартака» 2005 року
- Національна спортивна премія «Слава» в номінації «Легенда» 2006 рік
- Орден ФІФА «За заслуги» 2006 рік

## Публікації
- Парамонов А. А. Игра полузащитника. — два издания 1964 г и 1967 г.